# Озеровка
Озе́ровка (рос. Озёровка) — селище у складі Ленінськ-Кузнецького округу Кемеровської області, Росія.

## Населення
Населення — 6 осіб (2010; 0 у 2002).